# ベラルーシ語
ベラルーシ語（ベラルーシご、беларуская мова）は、ベラルーシ共和国の公用語。白ロシア語（はくロシアご）と呼ばれていたこともある。話者は700万人から800万人で、ベラルーシやポーランド東部に分布している。系統的には、インド・ヨーロッパ語族スラヴ語派に属し、ロシア語、ウクライナ語とともに東スラヴ語群を形成する。
東スラヴ語群に属しウクライナ語に非常に近いが、ポーランド・リトアニア共和国内の地域であったことから本来は現在に比べ西スラヴ語であるポーランド語寄りの特徴を持っていた。

## 言語名別称
- Belarusian
- ベロルシア語（Belorussian）
- Bielorussian
- Byelorussian
- 白ロシア語、白ロシヤ語（White Russian）
- White Ruthenian

## 文字
ベラルーシ語は現在キリル文字で表記される。キリル文字表記法としては1918年にブロニスラフ・タラシケヴィチによって規範化されたタラシケヴィツァと呼ばれる表記法と、1933年に制定されたロシア語風のナルコモフカ (наркамаўка ナルカマウカ)と呼ばれる表記法の2つが考案されており、現在の公式の正書法はナルコモフカをベースとしたものである。ベラルーシ語のキリル文字正書法は形態音韻論的なロシア語のものに比べて表音主義的なものとなっている。特に後述のアーカニエを表記上で区別するかどうかはロシア語とベラルーシ語の正書法において著しい違いとなっている。
また、キリル文字以外にもワチンカ (лацінка, Łacinka)と呼ばれるラテン文字表記が存在する他、20世紀初頭まではタタール人によってアラビア文字で表記されていたこともある。

## 発音
現代ベラルーシ語の発音体系は、少なくとも5つの母音と39の子音をあわせた44の音素を含むものである。これ以上の音素の存在も提唱されている。
多くの子音は口蓋化の有無（硬母音と軟母音。後者は国際音声記号において記号 ⟨ʲ⟩ を用いて表現される）によって弁別される子音の対を形成しうる。そのような対の幾つかにおいては、調音点の変化が更に加わることがある（下記参照）。口蓋化が起こらず対をなさない子音も存在する。

### 母音
|    | 前舌 | 中舌 | 後舌 |
| -- | ---- | ---- | ---- |
| 狭 | i    | [ɨ]  | u    |
| 中 | ɛ    |      | ɔ    |
| 広 |      | a    |      |

| キリル文字 | ラテン文字 | IPA  | 備考                                                                            | 単語例           |
| ---------- | ---------- | ---- | ------------------------------------------------------------------------------- | ---------------- |
| i          | i          | /i/  | 非円唇前舌狭母音                                                                | лiст (葉)        |
| э          | e          | /ɛ/  | 中舌中央母音（アクセントがない場合）, 非円唇前舌半広母音 (アクセントがある場合) | гэты (これ)      |
| е          | ie, je     | [ʲe̞] | 直前の子音の口蓋化を伴う非円唇前舌中央母音                                      | белы (白)        |
| ы          | y          | [ɨ]  | 非円唇中舌狭母音                                                                | мыш (ネズミ)     |
| a, я       | a          | /a/  | 非円唇中舌広母音                                                                | кат (死刑執行人) |
| у, ю       | u          | /u/  | 円唇前舌狭母音                                                                  | шум (ノイズ)     |
| о, ё       | o          | /ɔ/  | 円唇後舌半広母音                                                                | кот (ネコ)       |

ロシア語同様、[ɨ]は独立した音素という訳ではなく、非口蓋化音の直後に発生する/i/の異音である。

### 子音
ベラルーシ語の子音は以下の通り。
|                     | 唇音 | 唇音      | 歯茎音 歯音 | 歯茎音 歯音 | そり舌音 | 舌背音 | 舌背音      |
| 硬                  | 軟   | 硬        | 軟          | 硬          | そり舌音 | 軟     |             |
| ------------------- | ---- | --------- | ----------- | ----------- | -------- | ------ | ----------- |
| 鼻音                | m    | [mʲ]      | n̪           | [n̪ʲ]        |          |        |             |
| 破裂音              | p b  | [pʲ] [bʲ] | t̪ d̪         |             |          | k (ɡ)  | [kʲ] ([ɡʲ]) |
| 破擦音              |      |           | ts̪ dz̪       | [ts̪ʲ] [dz̪ʲ] | ʈʂ ɖʐ    |        |             |
| 摩擦音              | f v  | [fʲ] [vʲ] | s z         | [sʲ] [zʲ]   | ʂ ʐ      | x ɣ    | [xʲ] [ɣʲ]   |
| 接近音 (側面接近音) | (w)  |           | ɫ̪           | [l̪ʲ]        |          |        | j           |
| ふるえ音            |      |           | r           |             |          |        |             |

/ɡ/および/ɡʲ/の出現は/k/および/kʲ/の逆行同化による有声化（例：вакзал [vaɡˈzal]「駅」）を除くと、いくつかの借用語に現れるのみである（例：ганак [ˈɡanak], гузік [ˈɡuzik]）。通常は借用語においても固有語の場合と同様に摩擦音で発音される（例：геаграфія [ɣʲeaˈɣrafʲija]「地理」）。
音節末の/v/は[w]あるいは[u̯]のように発音され、二重母音を形成し、⟨ў⟩と表記される。[w]は時に語源的に/l/に由来して現れることもある（例：воўк [vɔwk]「オオカミ」、スラヴ祖語の*vьlkъに由来）。ウクライナ語と同様に、動詞の過去時制においては/w/と/l/は交替することがある（例：ду́маў /ˈdumaw/「（彼は）考えた」 - ду́мала /ˈdumala/「（彼女は）考えた」）。これは歴史的に見ればポーランド語におけるŁ（例：dumał「彼はじっと考えた」）と同様に-лの母音化に起因するものである。
長子音の表記例としては、以下のようなものが挙げられる。
- падарожжа [padaˈroʐʐa]
- ззяць [zʲzʲatsʲ]
- стагоддзе [staˈɣoddzʲe]
- каханне [kaˈxanʲnʲe]
- рассячы [rasʲˈsʲatʂɨ]
- ліхалецце [lʲixaˈlʲettsʲe]
- сярэднявечча [sʲarɛdnʲaˈvʲettʂa]

### 音韻交替
ベラルーシ語は表音主義的な正書法を採用しているため、しばしば表記上においても音韻交替が起こることがある。後述のアーカニエなどを除くと、次のような例が見られる。
- 母音уと子音ўの交替。母音や子音の連続を避けるため、母音前後のуがўに、逆に子音前後のўがуに、それぞれ交替することがある（快音調）[9]。

### 音韻的対応
ベラルーシ語の発音体系は、同じ東スラヴ語派に属するロシア語とウクライナ語の双方と非常に類似している。その中で顕著な違いとしては以下のようなものが挙げられる。
- アーカニエ（аканне）、すなわちアクセントの置かれていない/o/と/a/の同化。同化された母音ははっきりとした非円唇前舌広母音[a]として発音される。これは軟子音や子音/j/の後ろにおいても同様である。標準ロシア語におけるアーカニエ（英語版）は硬子音の直後でのみ発生し、軟子音の後ろの/a//o/は/i/の方に同化する。ウクライナ語に至ってはアーカニエ自体が起こらない。ベラルーシ語ではロシア語と異なり、こうした発音の変化はつづりにも反映される[11]。
例：「頭」ベラルーシ語: галава́[ɣalaˈva], ロシア語: голова́[ɡəlɐˈva], ウクライナ語: голова́[ɦɔlɔˈu̯ɑ]
- イーカニエ（英語版）（ロシア語における、アクセントの置かれていない/e/、並びに軟母音の後ろの/a//o/の/i/との同化）の欠落。その代わり、アクセントの置かれていない/e/は/a/と同化する[12]。
例：「土地」ベラルーシ語: зямля́[zʲamˈlʲa], ロシア語: земля́[zʲɪˈmlʲa], ウクライナ語: земля́[zeˈmlʲɑ]
- ロシア語とは異なり、口蓋化した/ja/, /jo/, /je/ および /ji/における/j/音の後で発音を区切って強調するという現象は起こらない。すなわち、口蓋化した子音は常に口蓋化音となり、ロシア語のように口蓋化による発音の分離は起こらない。
- 「ツェカーンニェ」 （цеканне）と「ズィエカニェ」 （дзеканне）：古東スラヴ語における/tʲ, dʲ/の発音はベラルーシ語では[tsʲ, dzʲ]の発音となる。このため、「十」を意味する語はロシア語がде́сять[ˈdʲesʲɪtʲ]、ウクライナ語がде́сять[ˈdɛsʲɐtʲ]、ベラルーシ語ではдзе́сяць[ˈdzʲɛsʲatsʲ]となる（ロシア語話者でもベラルーシ語のように音素/tʲ, dʲ/を破擦音のように発音する人は多いが、普遍的な現象という訳でもなく表記にも反映されていない）。
- /sʲ/および/zʲ/は相対的により強く口蓋化する。
- ロシア語の後部歯茎音には軟子音と硬子音（そり舌音）の双方が存在するのに対し、ベラルーシ語には硬子音しか存在しない[13]。
- /rʲ/の発音は硬音化しており、/r/と同化している。
- 標準ロシア語とは異なり、歴史的に/l/と発音されていた子音は他の子音の前では/v/と同化し[w]として発音されるようになった[12]。これは表記にも反映されており、「非音節的なu音」として知られるブレーヴェ付きу（ў）がベラルーシ語の正書法に取り入れられている。
- /ɡ/は子音弱化の結果として/ɣ/に変化している。これはウクライナ語やチェコ語、スロバキア語と共通しており、ロシア語やポーランド語とは異なる点である。
- スラヴ祖語における/e/の発音は、ベラルーシ語とロシア語においては硬子音の前で/o/に変化している。一例として、「緑」を表す語がベラルーシ語ではзялёны[zʲaˈlʲɔnɨ]、ロシア語ではзелёный[zʲɪˈlʲɵnɨj]となっているのに対し、ウクライナ語の場合はзеле́ний[zeˈlɛnɪj]という形となる。

## 歴史
リトアニア大公国で用いられていたルーシ語を、ベラルーシ語の祖語とみなすことができる。ルーシ語はスラヴ語派の諸言語のなかで、最初に聖書が印刷された言語でもある。しかし、1385年にリトアニア大公国がポーランド王国と「クレヴォの合同」と呼ばれる連合を形成した後、国家連合の進んだ15世紀後半になるとポーランド文化が本格的に流入。貴族（シュラフタ）階級の人々はポーランド語を話すようになり、ベラルーシ語は平民の言葉として残ったようだ。
ポーランド分割（1772年〜1796年）によって、ベラルーシの地域はロシア帝国に併合された。ウクライナと異なり、ベラルーシの人達に一体性のある民族的な意識はなかった。ポーランド・リトアニア共和国では、上流階級は自分たちのことをポーランド人と考えていたためである。近年でも、ベラルーシの人達はロシアとの区別を強くは意識しない。これは、ベラルーシ語がもっぱら農村部で話され、文化的中心であった都市で話されることが比較的まれであったことによる。
19世紀から20世紀初めにかけては、ベラルーシ語の主な話者であった農民は文字を知らず、また、都市ではロシア語やポーランド語、イディッシュ語などが用いられていたので、ベラルーシ語が書かれることはきわめて稀であった。しかし、細々とながらベラルーシ語を普及させようとする運動もあった。
1918年3月25日、ベラルーシ共和国の独立が宣言されベラルーシ語はその公用語とされた。それからまもなく、1918年から1919年にかけて、ソヴィエト政府がベラルーシ地域を制圧しベラルーシ・ソヴィエト社会主義共和国を建設。1920年代には、全ソヴィエト連邦での「民族化」政策により、ベラルーシ化、民族文化の復興が進んだ。行政・司法がベラルーシ語で機能するようになり、多くのベラルーシ語の本が出版された。また、標準語の制定について活発な議論が行われ、正字法や文法面で整理しようとした（このときのベラルーシ語の体系は「タラシケヴィツァ（ベラルーシ語版）」と言う）。
しかし、1930年代に入るとスターリンの言語政策により情勢は一変する。1933年の正書法改革では、ベラルーシ語の表記法が、明らかにロシア語を真似たものに換えられた。この新しい体系を、当時のベラルーシ共和国政府の呼称にちなんで「ナルコモフカ（ベラルーシ語版）」と言う。現在に至るまで一般に用いられるベラルーシ語はこのナルコモフカをもとにしているため、本来のベラルーシ語に比べロシア語の影響を受けたものとなっている。
1938年、全ソヴィエト連邦の学校で、ロシア語が必須科目となる。1958年の教育制度改革では、親が子供の何語で教育を受けるのかを選ぶことができるようになった。それによって、多くの人達が子供をロシア語学校に入学させるようになり、ベラルーシ語学校の数は減少した。
1980年代後半のペレストロイカを機に、ベラルーシ語に対する関心が高まった。1990年には、ベラルーシ語がベラルーシ・ソヴィエト社会主義共和国の唯一の公用語とされ、再びベラルーシ化が進んだ。1990年1月26日に承認された「言語法」では、2000年までにあらゆる行政文書・公的文書をベラルーシ語で書くことが義務づけられた。ミンスクではベラルーシ語のみ、あるいは英語のみ併記されロシア語の併記がない案内板も少なくない。
しかし1994年、ルカシェンコが大統領に選出されると、ベラルーシ語の普及運動は完全に停止した。そして1995年には国民投票が行われ、ロシア語にベラルーシ語と同じ地位が与えられることが決定された。2005年現在、これまでにない規模でロシア語化が推し進められており、ベラルーシ語に対する政府の支援はまったくない。
2019年の国勢調査では、総人口9530.8万人中ベラルーシ語の母語話者は53.2%、対してロシア語の母語話者は41.5%となっている。総人口の4分の3に当たる都市住民の間ではベラルーシ語の母語話者は44.1%、家庭内での使用割合は11.3%に過ぎず、ロシア語化が大きく進行していることが示されている。他方、総人口の4分の1を占める農村住民の間ではベラルーシ語の話者数は79.7%に上り、家庭内での使用割合も58.7%と過半数を保っている。ただし都市部への人口流出が続いている現状においては、ベラルーシ語の保持という面では不利な状況である。その一方で、2013年2月の「モーヴァ・ツィ・カーヴァ（ベラルーシ語: Мова ці кава、ことばかコーヒーか）」を端緒にベラルーシ語の市民講座の活動も徐々に広がりつつある。
また、ロシア語化政策の影響から、「トラシャンカ（ベラルーシ語版）」と呼ばれるロシア語とベラルーシ語が混ざった言葉が蔓延している。

## 方言

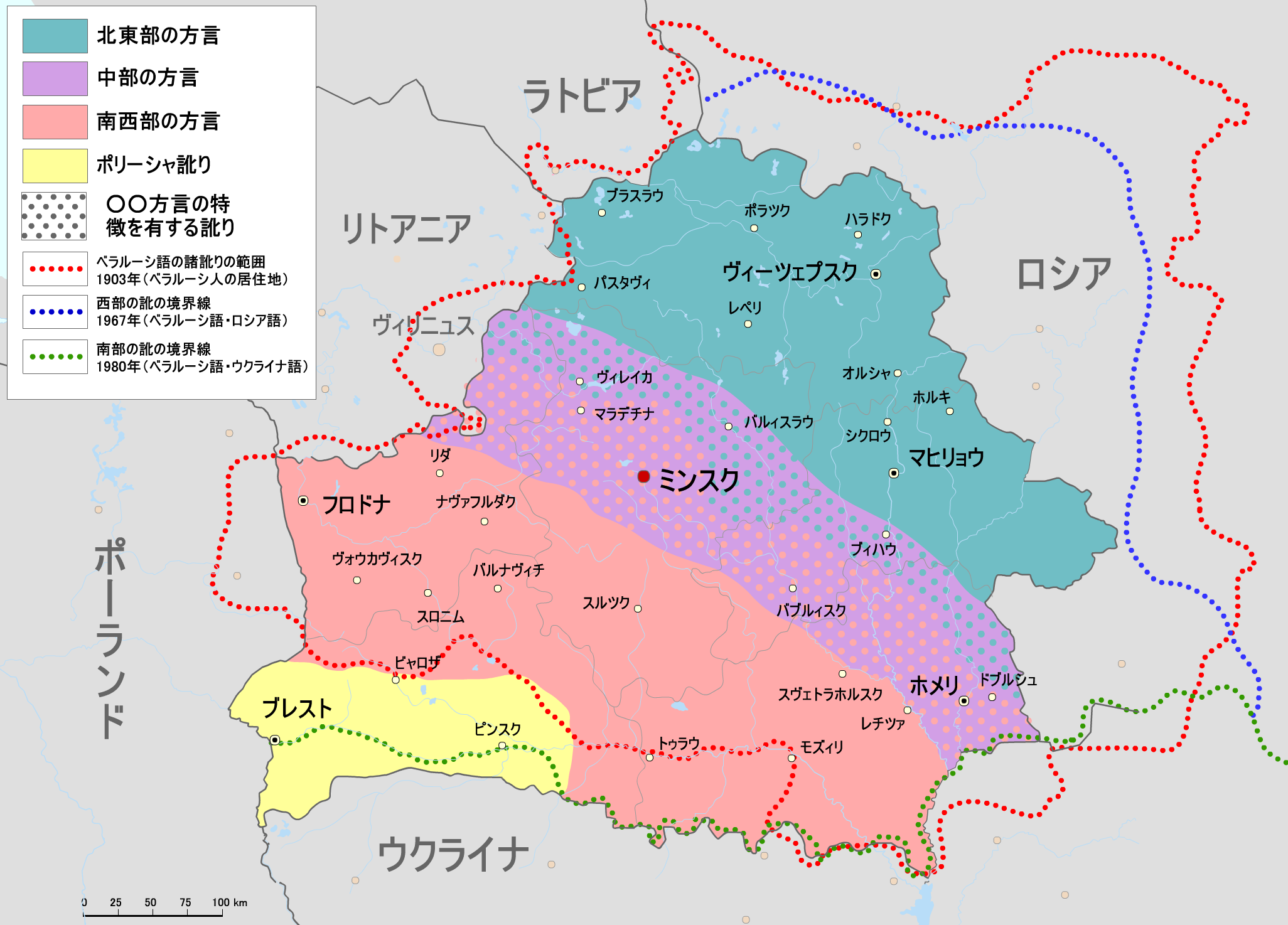
ベラルーシ語の方言

方言
線

## あいさつなど
- дзень добры (dzen' dobry) - こんにちは
- як (jak) - どう、どのように
- як маесься? (jak majessija?) - 元気？
- добрай раніцы (dobraj ranicy) - おはよう
- дабранач (dabranach) - おやすみ
- дзякуй (dzjakuj) - ありがとう
- калі ласка (kali laska) - ...てください
- спадар / спадарыня (spadar / spadarynja) - …さん（男性/女性）
- добра (dobra) - 良い
- кепска / дрэнна (kjepska / drenna) - 悪い
- выдатна (vydatna) - 素晴らしい
- цудоўна (cudowna) - 素晴らしい
- дзе (dzje) - どこ？
- адкуль (adkul') - どこから？
- чаму (chamu) - どうして？
- я разумею (ja razumjeju) - 私は分かる。
- нічога не разумею (nichoha nie razumjeju) - 私は何も分からない。